# Piper sarmentosum
Перець сарментосум (Piper sarmentosum) — їстівний вид рослин роду перець (Piper).

## Будова
Повзуча трав'яниста рослина. Листя серцеподібне. Молоді листки зазвичай мають воскоподібне покриття та світло-зелений колір. Квітки згруповані у колоски. Достиглий плід чорний великий солодкий. Рослина має їдкий запах.

## Поширення та середовище існування
Росте у дикому вигляді в Малайзії як бур'ян в тінистих місцях. Вирощують у Таїланді та Лаосі.

## Практичне використання
Їстівна рослина, що використовується у кухнях Таїланду, Лаосу, Малайзії для приготування салатів, карі та загортання маленьких порцій їжі («міанг кам»).
Має декоративні властивості та зустрічається у міському озеленені для покриття землі пагонами.
Листя і коріння використовуються для лікування зубного болю, кашлю, астми, грибка ноги та плевриту.

## Галерея

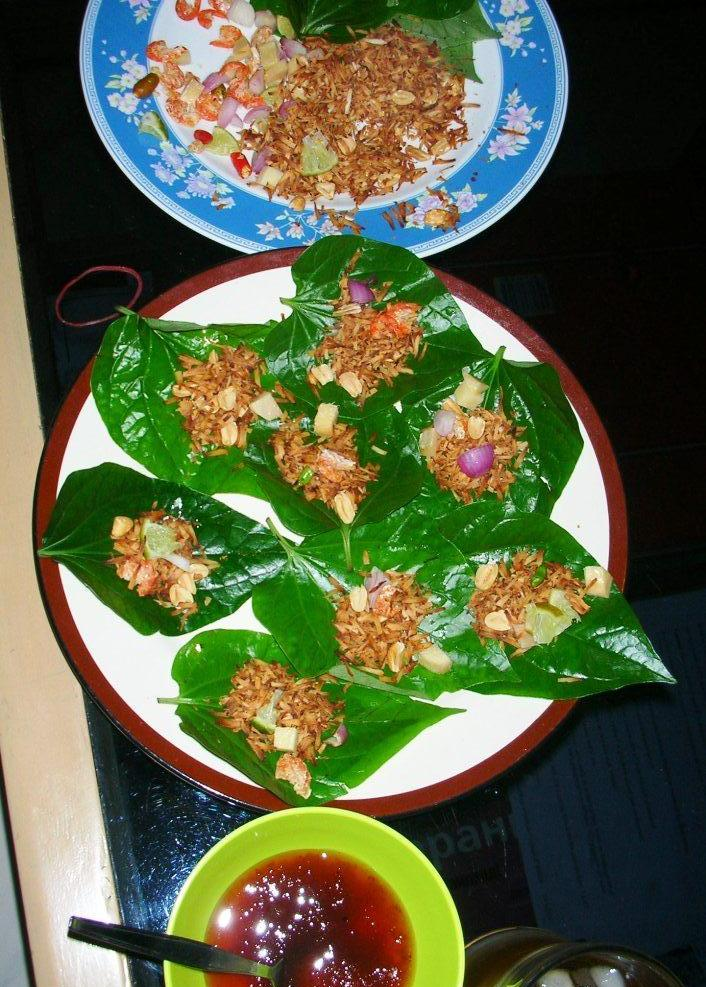
Страва «міанг кам» на листках Piper sarmentosum
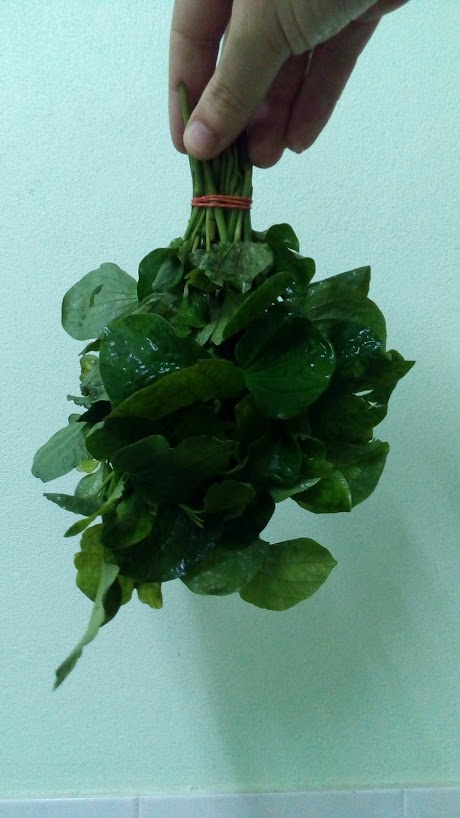
Пучок Piper sarmentosum з базару міста Убонрачатані
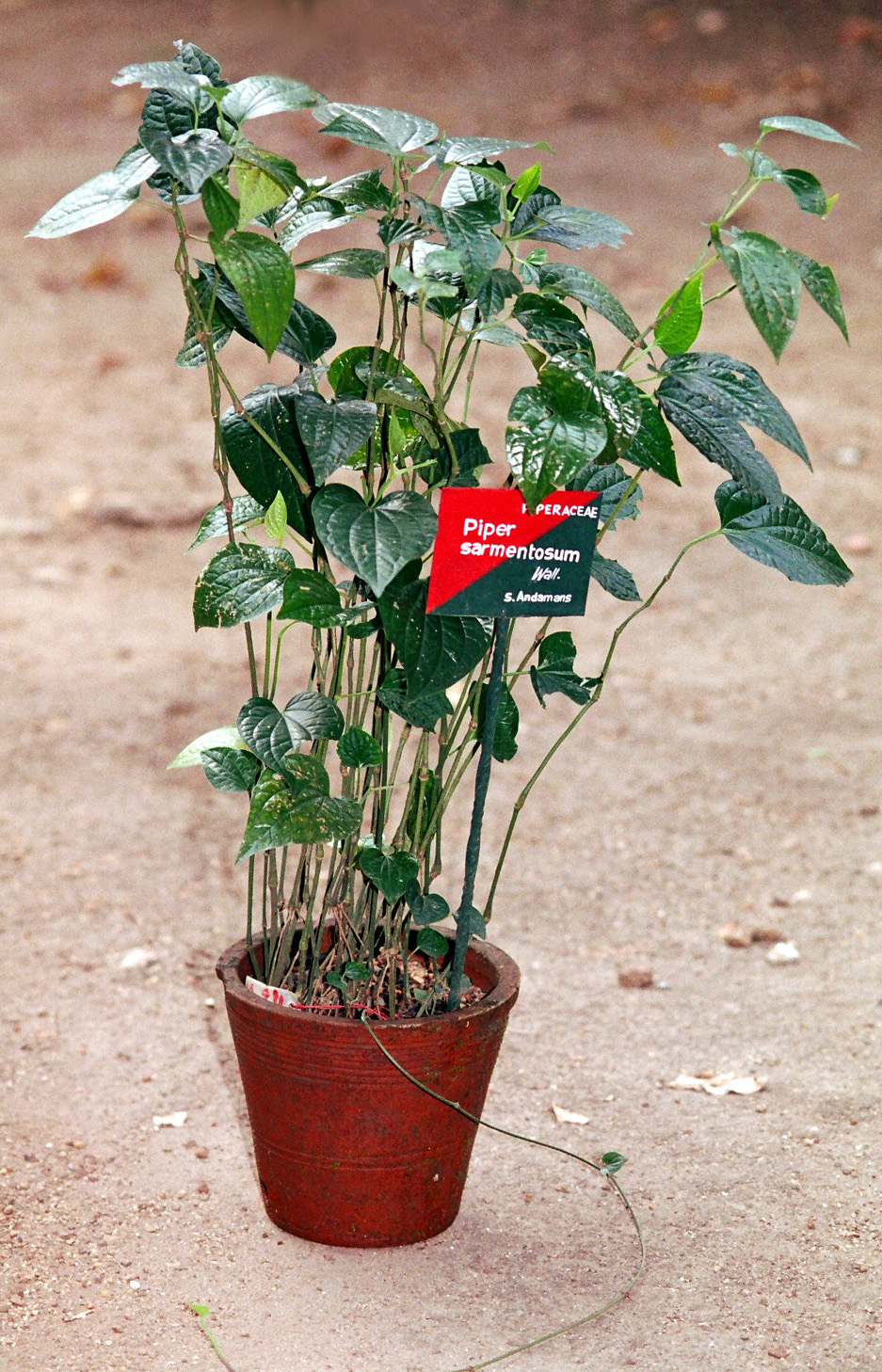
Рослина у горщику